# Loricoecia
Loricoecia is een geslacht van kreeftachtigen uit de klasse van de Ostracoda (mosselkreeftjes).

## Soorten
- Loricoecia acutimarginata Chavtur, 1977
- Loricoecia ctenophora (G.W. Müller, 1906)
- Loricoecia loricata (Claus, 1894)